# گورو نانک
گورو نانِک دیو (به پنجابی: ਗੁਰੂ ਨਾਨਕ ਦੇਵ ਜੀ؛ ؛ ۱۵ آوریل ۱۴۶۹–۲۲ سپتامبر ۱۵۳۹)، بنیانگذار آئین سیک و نخستین گورو یا معلّم این آیین است. او در قرن پانزدهم میلادی در نانکانا در پنجاب پاکستان کنونی زاده شد. گورو نانک ممکن است به نام‌ها و عنوان‌ها دیگری مانند بابا نانِک یا نانِک شاه نیز نامیده شود.
گورو نانک در سال ۱۴۶۹ در خانواده‌ای از طبقه کشاتریاها در یکی از روستاهای لاهور به دنیا آمد. او از عرفای مسلمان و هندو استفاده کرد. سپس به کشورهای اسلامی و زیارت مکه رفت و سرانجام آئین سیک را که آمیزه‌ای از هندوئیسم و اسلام است، تأسیس کرد و در سال ۱۵۳۹ در گذشت.
گورو ناناک تعلیم می داد که «تنها معبدی که مهم است،درون ماست.»سیک ها هم در خانه عبادت می کنند و هم با یکدیگر به دعا می پردازند و سرودهایی را از کتاب مقدس میخوانند.نقطه ی تمرکز عبادت آیین سبک واژه ی «نام» است،اسمی الهی که درون همه وجود دارد.معابد سیک دارای غذا خوری هستند و سیک ها در آنجا غذای خود را با هر کسی که داخل شود،تقسیم می کنند.

## زندگی
گرو نانک در ۱۵ آوریل ۱۴۶۹ میلادی در خانواده‌ای هندو از طایفه بیدی کاتری، در روستای رایی بهویی – که امروزه به نام نانک نامیده می‌شود- زاده شد. زادگاه او در حوالی لاهور در پاکستان کنونی است. پدر و مادر نانک هر دو هندو مذهب و از نسل شاهزادگان کشاتریا بوده‌اند، پدر نانک مهتا کالو، کشاورز و حسابدار روستای تالوندی بود و به باجگیری نیز می‌پرداخت. بر اساس برخی روایات، مادر نانک، تریبتا دیوی نام داشته‌است. فرمان‌روای تالواندی، رای بوهاد از اشراف هندی بود که اصالتاً هندو بود و در ایام جوانی مذهب اسلام را اختیار کرده بود؛ نانک در جوانی مشاور رای بوهاد بود. نام گرو که دستخطی است که به فارسی دربارهٔ زندگی نانک نوشته شده‌است، نخستین آموزگار نانک را مسلمان دانسته‌است. نانک در باتالا با دختری هندو به نام سولاکنه ازدواج کرد، و از او صاحب دو پسر به نام‌های سریچند و لخمی‌چند شد.

## آموزه‌های نانک

### خداپرستی نانک
نانک به پروردگاری نادیدنی و به پوچی بت‌ها باور داشت:
نام خدا راست است، او را خانه‌ای نیست، او را جسدی نیست، او را رنگی نیست، زیرا که خانه و جسد و رنگ و مرز نمی‌شناسد. خدا جاودانی است. در همه جا هست و خواهد بود. بر هیچ چیز تکیه نکرده‌است، نه بر کشوری یا قومی یا خاندانی یا طبقه‌ای از جامعه تکیه نزده‌است. خدا را جامه‌ای نیست. خدا نمودی ندارد. از هوس آزاد است. به خاور و باختر، هر جا می‌خواهی بنگر، همه جهت‌ها از آن خداست، او همه‌جاست، بالاتر از همه و هرچیز و در همه چیز رخنه می‌کند و نام او از هر نامی والاتر است.
نانک همچنین گفته‌است:
خدا نام اوست که حق است و راستی است. خدا اوست، خدای خدایان؛ که اگر او نباشد، دیگری نیست. بعضی دورجهاش خوانده‌اند، بعضی شیوا، بعضی کیش و برخی الله نامش نهادند. اگر او را نامی باشد، نام او را هاری باید گفت، یعنی مهربان.
در گرانث صاحب آمده‌است:
از وداهای چهارگانه جویا شدم، در آن‌ها خدا را نیافتم. کتاب مسلمانان را خواندم، در آن خدا را ندیدم. در جویبارها و نهرها تن‌شویی کردم، و به شصت زیارتگاه سرکشیدم. در بیابان‌های سه عالم زیست کردم و از تلخ و شیرین آن‌ها چشیدم. مرز و بوم‌های هفت‌گانه این جهان را دیدم و آسمان  بالای آسمان‌ها را، و من به شما می‌گویم، که دیندار آن کس است که خدا را باور داشته باشد و نیکی کند؛ به یقین پاداش دوچندان خواهد آورد و به سلامت خواهد زیست.

### نظام کاستی
در زمان نانک، نظام کاست در همه فرهنگ‌های شبه‌قاره هند نفوذ داشت، که بر اساس آن افراد بر اساس احترام اجتماعی مراتب مختلفی را داشتند، و گروه پاریا، نجس خوانده می‌شدند. اما نانک، بر برابری همه انسان‌ها تأکید کرد و نظام کاستی را باطل دانست.

### زنان
در همان زمان، زنان نیز در موقعیت پست‌تری نسبت به مردان قرار داشتند و رسم ساتی در مورد ایشان به اجرا درمی‌آمد؛ نانک گفت اگر زن نبود، یکی بود و آن هاری بود.

## نانک در افسانه‌ها و روایات سنتی
در روایت سنتی آمده‌است که مسلمانان و هندوها به نزاع برخاستند چون هر یک جسد نانک را از آن خود می‌دانست؛ مسلمین می‌خواستند جسد او را به خاک بسپارند. هندوها و سیک‌های نژاد هندو می‌خواستند او را به آتش بسوزانند. پس داوری به نزد گرو بردند؛ گرو گفت که هر دو گروه گل‌ها بیاورند، هندوها در سمت راست و مسلمانان در سمت چپ کالبد او قرار دهند و روز دیگر ببینند که هر طایفه گل‌های آن‌ها پژمرده نیست، جسد از آن او باشد. روز دیگر، چون یاران بازآمدند، کفن گشودند، گل‌ها در هر دو سو تازه و شکفته بود ولی جسد استاد ناپدید گشته بود.
او به بت و بتخانه باوری نداشت و منکر حلول و اتحاد بود. وسیله نزدیکی به حق را کمک به جانداران و آزار نرساندن به آنان می‌دانست و باور به سیر و سلوک داشت. سیک‌ها معتقدند در حال سلوک باید از مشروبات و دخانیات دوری کنند، از روشنایی و صداها و خواب پرهیز کنند، دروغ نگویند، اندیشه بد نکنند و هر بامداد آب‌تنی کنند.